# Siergiej Wasilenko
Siergiej Nikiforowicz Wasilenko (ros. Серге́й Ники́форович Василе́нко; ur. 6 marca?/18 marca 1872 w Moskwie, zm. 11 marca 1956 tamże) – rosyjski kompozytor, dyrygent i pedagog.

## Życiorys
W latach 1895–1901 studiował w Konserwatorium Moskiewskim u Siergieja Taniejewa, Michaiła Ippolitowa-Iwanowa i Wasilija Safonowa. W 1906 został profesorem kompozycji w tymże konserwatorium.

## Twórczość
Inspirował się twórczością francuskich impresjonistów. W jego utworach widoczne są elementy rosyjskiego folkloru.
Skomponował 6 oper, 7 baletów, 5 symfonii, 3 poematy symfoniczne, 3 kwartety smyczkowe oraz koncerty na różne instrumenty. Komponował też muzykę filmową. W 1939 otrzymał tytuł Ludowego Artysty Uzbeckiej SRR, a w 1940 Ludowego Artysty RFSRR. W 1947 został laureatem Nagrody Stalinowskiej.

## Wybrana muzyka filmowa
- 1933: Na obrzeżach
- 1939: Szedł żołnierz z frontu
- 1945: Zaginione pismo